# Could You Be Loved
Could You Be Loved' é uma canção do grupo de reggae Bob Marley & The Wailers, que foi lançada em 1980 como parte do último álbum Uprising e está incluída em uma coletânea chamada Legend. Foi escrita por Bob Marley em 1979 durante uma viagem de avião enquanto o resto da banda fazia experiências com a guitarra. É considerada por muitos fãs de reggae como uma influência da música disco.
Os instrumentos usados no disco original desta música são guitarra, baixo, bateria, piano acústico, clavinete Hohner e um órgão, além da cuíca brasileira.